# NGC 7764A-1
NGC 7764A-1 (другие обозначения — PGC 72755, ESO 293-8, MCG -7-1-1, AM 2350-410) — галактика в созвездии Феникс.
Этот объект не входит в число перечисленных в оригинальной редакции «Нового общего каталога» и был добавлен позднее.